# 絶対領域っ!
『絶対領域っ！』（ぜったいりょういきっ！）は、2009年3月27日にビジュアルアーツのゲームブランド、Rioより発売されたアダルトゲーム。Rioの第1作目であるが、同ブランドより次回作は発表されていない。

## 制作
2006年5月27日に本作のホームページおよび制作の発表が行われた。そののちの7月28日には各ヒロインのイベントCGが公開され、年内の発売を予定していたものの、開発スタッフの少なさや制作の中断・遅れのため、一時は2007年に、そして最終的には2009年に発売が延期されることとなった。2009年1月30日には担当声優についての情報や本作のデモムービー（オープニングムービー）が公開され、3月中にマスターアップ・発売を果たした。

## 作品
タイトル通り、「絶対領域」をテーマとした作品。ジャンルは「バカップル・アドベンチャー」とされている。主人公のことが好きで、積極的にアピールしてくるヒロイン達と1週間付き合い、本当の恋愛が体験できる内容となっている。

## あらすじ
（出典：）
主人公はデザインを学ぶ専門学校に通っており、ある日クラスメイトから3対3の集団デートに誘われる。女子達はどうしてか全員ミニスカートとニーソックスを組み合わせた恰好だったが、「絶対領域」について熱弁する友人の影響を受け、彼女らの太腿に心惹かれて行くこととなる。ところがデート当日、遊園地にて2人ずつの3組に分かれることになってしまい、今まで彼女が出来たことの無い主人公は当初面喰らってしまうのだが、徐々に仲良くなっていく。そして観覧車に乗っている最中、一緒に乗った相手から突然の告白を受けることとなる。その後、1週間の間、試しに彼女と付き合ってみることとなるのだが、彼女は主人公を振り向かせるため、積極的になる。最初は控え気味だった主人公も、徐々に彼女のペースに乗せられてゆくことに。

## 登場人物
（出典：）

### 主人公
声 -
専門学校に通い、デザインを勉強している。少し真面目すぎる性格で、社交的ではない。

### メインヒロイン
里見 雪絵（さとみ ゆきえ）
声 - 佐々木あかり
主人公の幼馴染。幼少期の頃から彼をずっと想っており、そのために同じ専門学校を選んだ。性格は地味だが、主人公の世話を焼くことを好む。髪の毛は茶色で、眼鏡を掛けている。
鈴原 エリカ（すずはら えりか）
声 - 奥川久美子
ツンデレで毒舌、ひねくれた性格。黙っていれば美少女に見える。専門学校では真剣に絵の勉強に取り組んでいる。学校では、自分と同じく真面目に絵を描き続ける主人公に対し、関心を寄せている。髪の毛は青色。
野中 桜（のなか さくら）
声 - 紬叶慧
アニメ・漫画が大好きで、自分自身もネットアイドルとして活躍する金髪の少女。普段はカチューシャを付けている。どんくさい性格で、うわの空でいることが多い。主人公の作品が好きで、そこから恋心へと昇華する。

## スタッフ
- 原画 - 大泉だいさく[10]
- サブ原画 - 鈴木falco[11]
- ゲームデザイン - はむぞう[2]
- シナリオ - 魔王タン[2]
- 音楽：下地和彦[2]

## 主題歌
（出典：）
オープニングテーマ「絶対領域っ！」
歌：し・ふぉ・ん / 作詞・作曲：33rpm
本作の初回特典『絶対領域っ！ オリジナルサウンドトラック』および、し・ふぉ・んの3枚目のアルバム『murmur』に収録。